# Japie en het grote geld
Japie en het grote geld is een Nederlandstalige jeugdroman, geschreven door Paul Biegel en uitgegeven in 1985 bij Uitgeverij Oberon in Haarlem. De eerste editie werd geïllustreerd door Carl Hollander.

## Inhoud
Wanneer er telkens 's nachts iets uit het huis van Japie wordt ontvreemd besluit hij samen met enkele klasgenoten een val op te zetten voor de dief.